# 珠海公交69路线
珠海公交69路线，是中华人民共和国广东省珠海市的一条公共汽车路线，往来城轨唐家湾站及圆明新园。该线途经北京师范大学珠海分校、北京理工大学珠海学院、中山大学珠海校区、唐家南方软件园、创新科技海岸。是连接市区与高校之间的重要线路。

## 历史
- 本路线于2002年9月28日由珠海市公共汽车公司开通，线路走向为“北师大—圆明新园”。线路全长33.6公里，每天运行70个班次，实施无人售票，收费普通车人民币2元；空调车人民币3元。[2]途经北理工、南方软件园、海怡湾畔、中山大学珠海校区、中大五院、凤凰北、九洲城、特区报社（现称国土资源局）。该线路由金鼎分公司和香洲分公司联合运营，用车为广客GZK6100AD1-T、GZK6100ED5型。
- 2003年9月，本线路每天运行班次调整至77班，间隔由13.8分钟一班加密至12.5分钟一班。[3]
- 2005年9月，本线路每天运行班次调整至91班。
- 2006年4月，本线路金鼎分公司车型更换为厦门金龙XMQ6113GJ2型，香洲分公司车型更换为广州骏威GZ6115S1型。[4]
- 2007年，本线路由香洲分公司运营改为吉大分公司运营。
- 2010年，本线路调入少部分厦门金龙XMQ6106G、XMQ6112G2、XMQ6113GJ型巴士运营，同年11月，因白莲路实施由西到东的单行管制，本线路往“圆明新园”方向取消“白莲新村”及“国土资源局”站，增停“中电大厦”站。
- 2011年11月，本线路金鼎分公司车型更换为珠海广通GTQ6117N4GJ5型LNG空调巴士运营，吉大分公司调入少部分厦门金龙XMQ6119G、XMQ6113GJ2型巴士运营。同时本线路间隔调整至8.5分钟一班。
- 2012年2月，白莲路恢复双向行驶，本线路往“圆明新园”方向恢复经停“白莲新村”及“国土资源局”两站，不再停靠“中电大厦”站。
- 2012年12月31日，本线路原首末站由“北师大”调整至“城轨唐家湾站”始发。往凤凰山隧道方向经“京师家园”后停靠“北师大”西边站（只下不上），然后调头经停“北师大（东边站）、京师家园、北理工南门、宁堂”站后进站，其他站点维持不变。往圆明新园方向发车后直接到“德豪润达”，不再绕行“北师大”。
- 2013年3月，本线路往城轨唐家湾站绕行并增停“联合国际学院”。
- 2014年2月5日，受珠海有轨电车1号线工程施工及梅华路实行部分路段全封闭的交通管制影响，本线路往“城轨唐家湾站”方向经“凤凰北”站后，改经沿河路—情侣路—港湾大道行驶，接回“契爷岭”站，取消“华子石东”、“中大五院”及“水拥坑”站，增停“燃气集团”、“北堤”及“海天驿站临时站”；往“圆明新园”方向经“契爷岭”站后，改经港湾大道—情侣路—沿河路行驶，接回“凤凰北”站，取消“水拥坑”、“中大五院”及“华子石东”站，增停“海天驿站临时站”、“北堤”及“燃气集团”站。[5]
- 2014年10月1日，梅华路改造完毕，本线路恢复原线行驶。
- 2015年2月，该线路吉大分公司派車更換為珠海廣通GTQ6105BEVB2純電動巴士，與此同時取消該線路原有的“普通車”班次。
- 2015年8月，该线路金鼎分公司派車更換為珠海廣通GTQ6105BEVB2純電動巴士。

## 服務時間及班次
- 城轨唐家湾站开：06:05-22:20；每8-9分钟一班。
- 圆明新园开：06:10-22:25；每9-12分钟一班。

## 外部連結
- 珠海市公共汽车线路信息表
- 珠海市交通运输局